# USS Thomas (DD-182)
USS Thomas (DD-182) – amerykański niszczyciel typu Wickes z okresu dwudziestolecia międzywojennego i II wojny światowej. Nazwany imieniem Clarensa Thomasa, który był pierwszą śmiertelną ofiarą wśród oficerów United States Navy podczas I wojny światowej. W 1940 został przekazany Royal Navy, gdzie służył jako HMS „St Albans” (I15). W kwietniu 1941 przekazano go norweskiej Marynarce Wojennej, a w lipcu 1944 Radzieckiej Marynarce Wojennej, gdzie służył jako „Dostojnyj”.

## Historia
Stępkę pod budowę USS „Thomas” położono 23 marca 1918 w stoczni Newport News. Okręt został wodowany 4 lipca 1918, wszedł do służby 25 kwietnia 1919. Po wejściu do służby okręt uczestniczył w ćwiczeniach i manewrach u wschodniego wybrzeża Stanów Zjednoczonych do 22 czerwca 1922, kiedy to został wycofany ze służby i skierowany do rezerwy. Okręt ponownie wszedł do służby 17 czerwca 1940, a następnie uczestniczył w patrolach u wschodniego wybrzeża Stanów Zjednoczonych.
23 września 1940 okręt wszedł w skład Royal Navy, jako część umowy, zgodnie z którą za amerykańską pomoc wojskową, US Navy otrzymała dostęp do brytyjskich baz morskich. Okręt został przemianowany na HMS „St Albans” (I15). Wraz z innymi przekazanymi Royal Navy niszczycielami wszedł w skład eskorty 1 Eskadry Minowej. Działając z zachodniego wybrzeża Szkocji, ochraniał okręty minujące wody Cieśniny Duńskiej. Uczestniczył także w eskortowaniu konwojów. W styczniu 1941 przeszedł remont po kolizji z trałowcem HMS „Alberic”, który zatonął.
14 kwietnia 1941 nastąpiło przekazanie okrętu Norweskiej Marynarce Wojennej, wraz z czterema innymi jednostkami tego typu. Po wejściu do służby wszedł w skład 7 Grupy Eskortowej działającej z Liverpoolu. 3 sierpnia 1941 wraz z innymi jednostkami eskortującymi konwój SL-81, wziął udział w zatopieniu niemieckiego okrętu podwodnego U-401. Przez kolejne miesiące był intensywnie wykorzystywany do eskortowania konwojów na Atlantyku w ramach 7 Grupy Eskortowej. W tym czasie eskortował m.in. uszkodzony lotniskowiec HMS „Illustrious”.
2 maja 1942 „St Albans” wraz z trałowcem HMS „Seagull”, zatopił omyłkowo polski okręt podwodny ORP „Jastrząb”. Z załogi polskiego okrętu zginęło pięć osób. Za pomyłkowe zatopienie sojuszniczego okrętu dowódca „St Albans” („Seagull” nie wrócił z rejsu) stanął przed sądem wojennym, który nie uznał go jednak za winnego.
4 lutego 1944 okręt został zwrócony Wielkiej Brytanii, a 16 lipca 1944 przekazany radzieckiej Marynarce Wojennej, gdzie otrzymał imię „Dostojnyj” (Достойный). Został zwrócony Royal Navy 28 lutego 1949, złomowany w kwietniu 1949.